# Tomomi Fujimura
Tomomi Fujimura (藤村 智美, 30 de maig de 1978) és una exfutbolista japonesa.

## Selecció del Japó
Va debutar amb la selecció del Japó el 1997. Va disputar 20 partits amb la selecció del Japó.

## Estadístiques
| Selecció del Japó | Selecció del Japó | Selecció del Japó |
| Anys              | Partits           | Gols              |
| ----------------- | ----------------- | ----------------- |
| 1997              | 1                 | 0                 |
| 1998              | 0                 | 0                 |
| 1999              | 6                 | 0                 |
| 2000              | 6                 | 0                 |
| 2001              | 4                 | 1                 |
| 2002              | 3                 | 0                 |
| Total             | 20                | 1                 |